# ديني سوليفان
ديني سوليفان (بالإنجليزية: Denny Sullivan)‏ هو لاعب كرة قاعدة أمريكي، ولد في 26 يونيو 1858 في بوسطن في الولايات المتحدة، وتوفي في 31 ديسمبر 1925 في رفير في الولايات المتحدة.